# Cuneifrons coloradensis
Cuneifrons coloradensis är en fjärilsart som beskrevs av Munroe 1961. Cuneifrons coloradensis ingår i släktet Cuneifrons och familjen Crambidae. Inga underarter finns listade i Catalogue of Life.